# Phare de Puerto Quetzal

Le phare de Puerto Quetzal (en espagnol : Faro de Puerto Quetzal) est un phare actif situé à l'entrée de Port Quetzal, dans le Département d'Escuintla au Guatemala.

## Histoire
Port Quetzal est le principal port du Guatemala sur le Pacifique. Il a remplacé celui de la ville voisine de Puerto San José. Il est situé juste à l'est de l'entrée du port, desserte à la fois du trafic commercial et des navires de croisière.

## Description
Ce phare est une tour métallique à claire-voie, avec une balise aérienne de 28 m de haut. La tour est peinte en bandes horizontales rouges et blanches. Il émet, à une hauteur focale d'environ 30 m, deux éclats blancs par période de 5 secondes. Sa portée est de 15 milles nautiques (environ 28 km).
Identifiant : Amirauté : G3386.6 - NGA : 111-15363.5 .
|              |
| Port Quetzal |

### Lien connexe
- Liste des phares du Guatemala